# Sept-Îles (Canada)
Sept-Îles is een stad (ville) in Canada in de provincie Québec, gelegen op de noordelijke oever van de Saint Lawrencerivier. De naam betekent zeven eilanden omdat voor de baai en de kust zeven eilanden liggen.

## Geschiedenis
Voor de komst van de Europeanen werd het gebied bewoond door de Innu. In 1534 werd Jacques Cartier uitgestuurd door koning Frans I om een ontdekkingsreis naar Newfoundland te ondernemen. Hij landde bij Cape Bonavista en voer naar het noordwesten, waar hij via de Straat van Belle Isle de Saint Lawrencebaai binnenvoer. In 1535 voer hij langs de eilanden en plaatste deze als eerste op de kaart.
De eerste economische activiteit was visserij en bonthandel. Louis Jolliet vestigde er een handelspost in 1679. Na de overwinning van de Engelsen op de Fransen in de Zevenjarige Oorlog (1756-1763) werd het gebied tot Engeland gerekend. Vanwege de geïsoleerde ligging was de plaats alleen goed per schip te bereiken en in 1908 kreeg het zijn eerste pier voor algemeen gebruik. De plaats ligt aan een baai met een oppervlakte van 45 km² en dit biedt schepen een redelijke bescherming. Sept-Îles werd een stad in 1951.

## Klimaat
Er heerst een subarctisch klimaat (Köppen: Dfc, Dwc, Dfd en Dwd). Dit is een landklimaat dat wordt gekarakteriseerd door zeer koude en lange winters en korte maar warme zomers. De winter duurt van oktober tot laat april. Er valt veel neerslag, maar is het laagst in het eerste kalenderkwartaal. Per jaar valt er gemiddeld zo’n 1.120 mm waarvan ongeveer een derde in de vorm van sneeuw.

## Economie
De haven is een belangrijke economische activiteit. In 1905 werd de eerste steiger gebouwd voor de Canadian Steam Whaling Company. De walvisvaarders konden zo makkelijk de lading lossen voor de fabriek. De eerste steiger voor algemeen gebruik, nu bekend als "Vieux Quai", werd in 1908 opgeleverd. Deze bestaat nog steeds en werd aan het einde van de 20e eeuw verbouwd en aangepast voor de recreatievaart. In 1950 volgde de eerste grote terminal voor de overslag van ijzererts voor de Iron Ore Company of Canada. Tegenwoordig beschikt de haven van Sept-Îles over 13 ligplaatsen. Per jaar passeert bijna 25 miljoen ton lading de haven. Producten die veel worden overgeslagen zijn ijzererts, aluinaarde, aluminium, petroleum cokes, kalksteen en olieproducten. Sinds 2010 beschikt de haven ook over een passagiersterminal voor cruiseschepen.
Het belang van de haven werd vergroot door de aanleg van de Quebec North Shore and Labrador Railway tussen 1951-1954. Over deze 400 kilometer lange spoorlijn wordt ijzererts van de Iron Ore Company uit het noorden aangevoerd, uit de mijnen van Schefferville en Labrador City. Het erts wordt in schepen geladen en onder andere via de Saint Lawrencezeeweg naar de Amerikaanse staalindustrie aan de Grote Meren vervoerd. In 1985 kwam bij Pointe Noire, aan de overzijde van de baai, een tweede haven gereed. Hier staat sinds 1992 de grote Aluminerie Alouette aluminiumsmelter die jaarlijks zo’n 600.000 ton aluminium produceert. De elektriciteit voor deze smelter komt via een hoogspanningsleiding van de waterkrachtcentrale Churchill Falls.